# Південнокорейсько-югославські відносини
Південнокорейсько-югославські відносини (кор. 한국-유고슬라비아 관계, сербохорв. južnokorejsko-jugoslovenski odnosi, серб. кир.: јужнокорејско-jугословенски односи) — історичні двосторонні відносини між Республікою Корея і зниклою внаслідок розпаду Соціалістичною Федеративною Республікою Югославія.

## Історія
З моменту свого виникнення 15 серпня 1948 року Республіка Корея (Південна Корея) не мала офіційних відносин із жодною комуністичною державою, до яких тоді належала і Югославія, оскільки ті натомість визнали Корейську Народну Республіку (Північну Корею). Південна Корея та Югославія не мали ні дипломатичних відносин, ні регулярних економічних контактів. Водночас влада Югославії, посилаючись на робітниче самоврядування, дозволяла югославським підприємствам самостійно налагоджувати торговельні зв'язки з суб'єктами господарської діяльності Південної Кореї.
Коли в 1950 році між Південною та Північною Кореями почалася війна, Югославія, що після конфлікту Комінформу (Інформбюро) у 1948 році постійно побоювалася військового вторгнення Радянського Союзу та країн його блоку, сприйняла Корейську війну як зіткнення між Заходом і Сходом та почала аналізувати, чому це зіткнення відбулося на Корейському півострові, а не на Балканах (у Югославії). ФНРЮ розглядала причини поділу Корейського півострова та Корейську війну як різновид холодної війни, зумовлений гегемоністською політикою наддержав, та дотримувалася думки, що для припинення Корейської війни й утвердження миру на Корейському півострові необхідне мирне врегулювання під керівництвом ООН, а не силовий тиск між наддержавами. Виходячи насамперед із міркувань власної безпеки та прагнучи не дати Совітам жодних підстав для створення «тут другої Кореї», югославська влада у ставленні до війни зайняла нейтральну позицію, засновану на дистанціюванні від позицій обох протиборчих військових блоків і наполяганні на повазі до принципів суверенітету, непорушності кордонів, невтручанні у внутрішні справи суверенних держав, несхваленні в структурах ООН, де вона була протягом 1950 року непостійним членом Ради Безпеки, міжнародного інтервенціонізму та агресивних кроків у міжнародних відносинах. Цей проголошений принцип зовнішньої політики Югославії став основою її підходу до міжнародних проблем аж до її розпаду в 1991/92 рр.
Соціалістична Федеративна Республіка Югославія та Південна Корея встановили офіційні дипломатичні відносини 27 грудня 1989 року (угода про встановлення дипломатичних відносин між СФРЮ та Республікою Корея набула чинності 1 березня 1990 року). В лютому 1990 року обидві держави відкрили постійні посольства. У березні того ж року Югославію відвідав корейський міністр закордонних справ Чхве Хо-Джун, а в листопаді того самого року Південну Корею відвідав голова Президії СФРЮ Борисав Йович, домовившись укласти угоду про повітряне сполучення, яку 10 листопада 1990 Союзне виконавче віче Скупщини СФРЮ та уряд Республіки Корея підписали, 17 травня 1991 її ратифікували, а 31 травня 1991 вона набрала чинності.